# Моутама
Моутама́ (Мартаба́н) (бирм. မုတ္တမကွေ့) — залив на севере Андаманского моря у южного побережья Бирмы. Он назван в честь портового города Моутама. В залив впадают реки Ситаун, Салуин и Янгон. Длина около 150 км, ширина около 220 километров, глубина до 20 метров.
Характерной особенностью залива является то, что на его побережье сильно сказываются приливы. Приливы колеблются в пределах 4 — 7 м, самая большая амплитуда наблюдается у мыса Элефант в западной части залива.
Во время весеннего прилива, когда амплитуда составляет около 6,6 м, более 45 000 км² занимает мутная вода, что делает его одной из крупнейших постоянно мутных зон мирового океана. Во время квадратурного прилива амплитудой 2,98 м, площадь максимально мутной зоны снижается до 15 000 км². Край мутной зоны перемещается синхронно с каждым приливным циклом почти на 150 км.. Во время весеннего прилива в эстуарии на севере залива образуется приливной бор высотой до 3 метров.
С 2020 года более 160 000 гектаров в северной части залива признаны Рамсарскими угодьями под номером 2299. В заливе обитает много видов рыб и беспозвоночных, а также гнездится до 150 тысяч птиц.
В 2007 году в регионе были обнаружены месторождения нефти. С 2014 года здесь ведутся разведочные работы в рамках «Zawtika development project», международного консорциума нефтяных и строительных компаний Chevron, BP, Total, CNOOC Limited, PT Gunanusa, Larsen & Toubro и PTTEP, занимающихся разведкой нефти в зонах M7, M9 и М11.